# Kerzenauktion

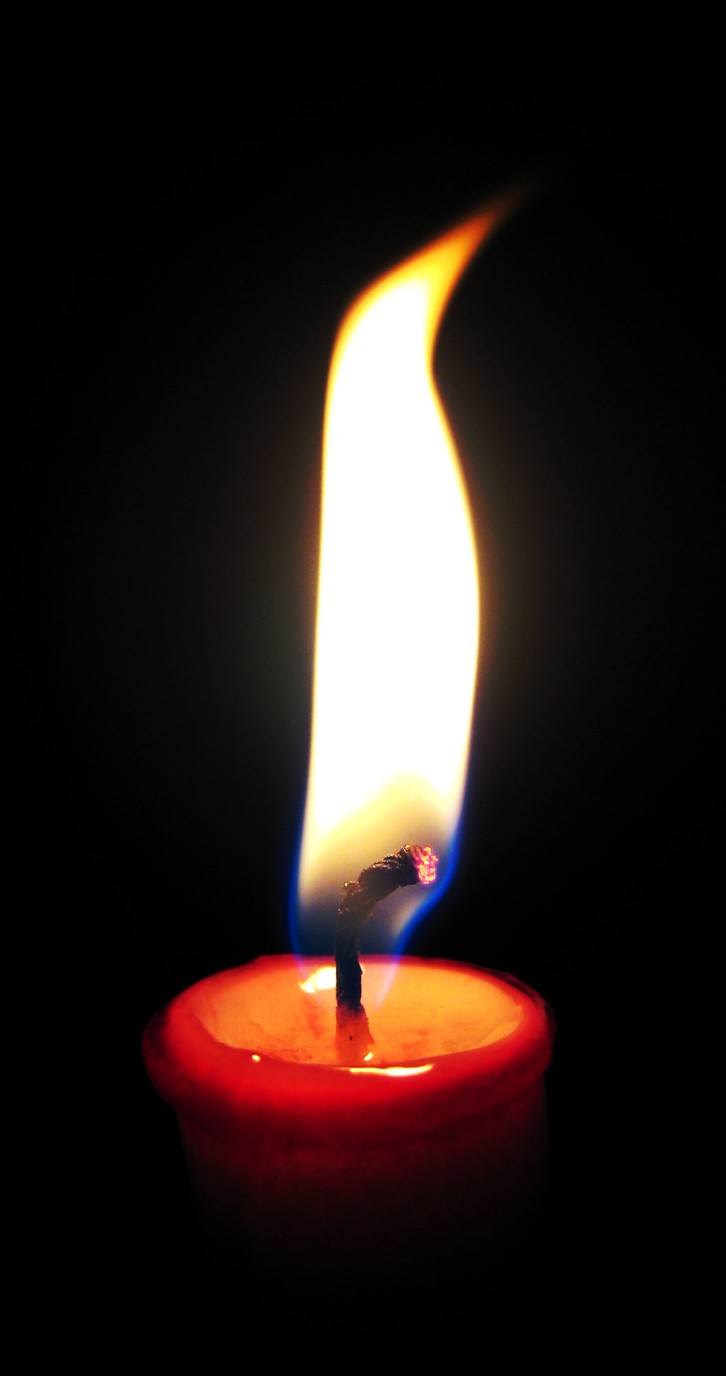
Eine Kerzenauktion endet, sobald das Kerzenlicht erlischt.

Eine Kerzenauktion ist eine Versteigerung von Objekten, bei der so lange aufsteigende Angebote abgegeben werden können, bis eine oder zwei Kerzen einer bestimmten Größe abgebrannt sind. Diese bereits seit dem Mittelalter bekannte Versteigerungmethode soll den Bieterprozess beschleunigen. Für die optimale Strategie müssen die Bieter möglichst präzise einschätzen, wann das Licht erlischt, um zum richtigen Zeitpunkt ein Gebot abzugeben. Die Bieter müssen schnell reagieren, da die Abbruchwahrscheinlichkeit steigt, was den Druck erhöht, ein weiteres Angebot abzugeben.

## Geschichte
Bereits 1368 wird diese Versteigerungsform im französischen Caylus beschrieben, wo sie vor allem für Hausrat bei Erbschaften, wenn sich die Erben nicht einigen konnten, und bei Verpachtungen angewendet wurde. Durch königliche Verordnungen von 1508, 1516 und 1553 wurde sie auch für Zölle in Lille und Mons eingesetzt. Kerzenauktionen wurden ab dem 17. Jahrhundert auch in England und Italien zur Vermietung von Immobilien bzw. zum Verkauf von Büchern genutzt. So wurde beispielsweise 1608 die Bibliothek von Gian Vincenzo Pinelli, Mentor von Galileo Galilei, von seiner Witwe auf diese Weise versteigert. Allerdings weigerte sie sich danach, dem Käufer, Kardinal Federico Borromeo, Gründer der Biblioteca Ambrosiana, wirklich alle Bücher der Sammlung zu übergeben, da ihr der Zuschlagspreis nicht zusagte. Im Jahr 1660 wurden in Westminster zwei Schiffe nach dieser Methode versteigert. In jenem Jahr wird auch ein als „gerissener als der Rest“ beschriebener Bieter zitiert, der einmal erklärte, das Erlöschen der Kerze daran zu erkennen, dass kurz vorher der Rauch nach unten abginge. Daher habe er immer den genauen Zeitpunkt gekannt, wann er als Letzter bieten musste. König William III. ordnete an, dass alle Importe aus Indien und Ostasien ausschließlich mit der Kerzenauktion verkauft werden durften. Von 1679 bis 1998 wurde bei der London Tea Auction Tee mit der Kerzenauktion versteigert. Sobald eine 1 Zoll lange Kerze abgebrannt war, fiel der Hammer. In England wurden auch noch im 19. Jahrhundert Ländereien auf diesem Weg versteigert.

## Gegenwart
In England werden auch heutzutage noch vereinzelt Candle Auctions durchgeführt, wie etwa in dem Dorf Aldermaston, wo dabei ein Nagel in die Kerze gesteckt wird und derjenige den Zuschlag erhält, der das letzte Angebot abgegeben hat, wenn der Nagel fällt.
In Frankreich wird diese Vente à la bougie seit dem Ende des 18. Jahrhunderts bis heute für Immobilien angewendet. Diese Auktionsform beruht auf freiwilliger Basis und kann nicht bei Zwangsversteigerungen eingesetzt werden, dafür aber oft von staatlichen Institutionen zur Veräußerung von Liegenschaften Verstorbener ohne Erben, auch um die Maklergebühren zu sparen. Dabei wird mit einem Notar vorab der Marktwert der Immobilie ermittelt, die dann mit einem Abschlag von 30 % als Mindestangebot offeriert wird. Die Immobilie kann bis 10 Tage vor der Auktion besichtigt werden. Die Bieter müssen dem Notar ihren Personalausweis und einen Scheck mit 20 % des festgelegten Mindestpreises vorlegen. Bei der Auktion zündet er nach der kurzen Beschreibung der Immobilie eine Kerze an, die während der gesamten Auktion brennt. Sobald eine kleine Pause entsteht, in der kein neues Angebot eingeht, zündet er nacheinander zwei kleine Wachsstöcke von jeweils 30 Sekunden an. Wenn in diesen 60 Sekunden kein neues Angebot abgegeben wird, erhält das letzte Angebot den Zuschlag. Wenn sich in der Zeit doch jemand meldet, wiederholt sich das Prozedere bei der nächsten Pause. Die Käufer, die nicht den Zuschlag erhielten, bekommen anschließend ihre Schecks zurück. Bei der Vente à la bougie hat der Käufer nicht wie sonst üblich ein Rücktrittsrecht vom Verkauf innerhalb von 10 Tagen. Allerdings kann der Verkäufer noch 10 Tage auf ein höheres Angebot warten, das mindestens 10 % über dem erzielten Preis liegt. Dann wird eine erneute Versteigerung nach diesem Modell vorgenommen. Wenn aber in der Frist kein höheres Angebot eingeht, erhält der Käufer den endgültigen Zuschlag und muss den Zuschlagspreis innerhalb von 45 Tagen begleichen. Sollte er dies nicht in der vorgeschriebenen Frist tun, kann der Verkäufer die Immobilie erneut zur Versteigerung anbieten. Falls sie dann aber einen geringeren Preis erzielt als bei der vorangegangenen Auktion, ist der säumige Käufer verpflichtet, dem Verkäufer den entstandenen Verlust zu erstatten. Der Käufer trägt in der Regel auch die Auktionskosten von 2 % des Verkaufswerts sowie die Notargebühren.

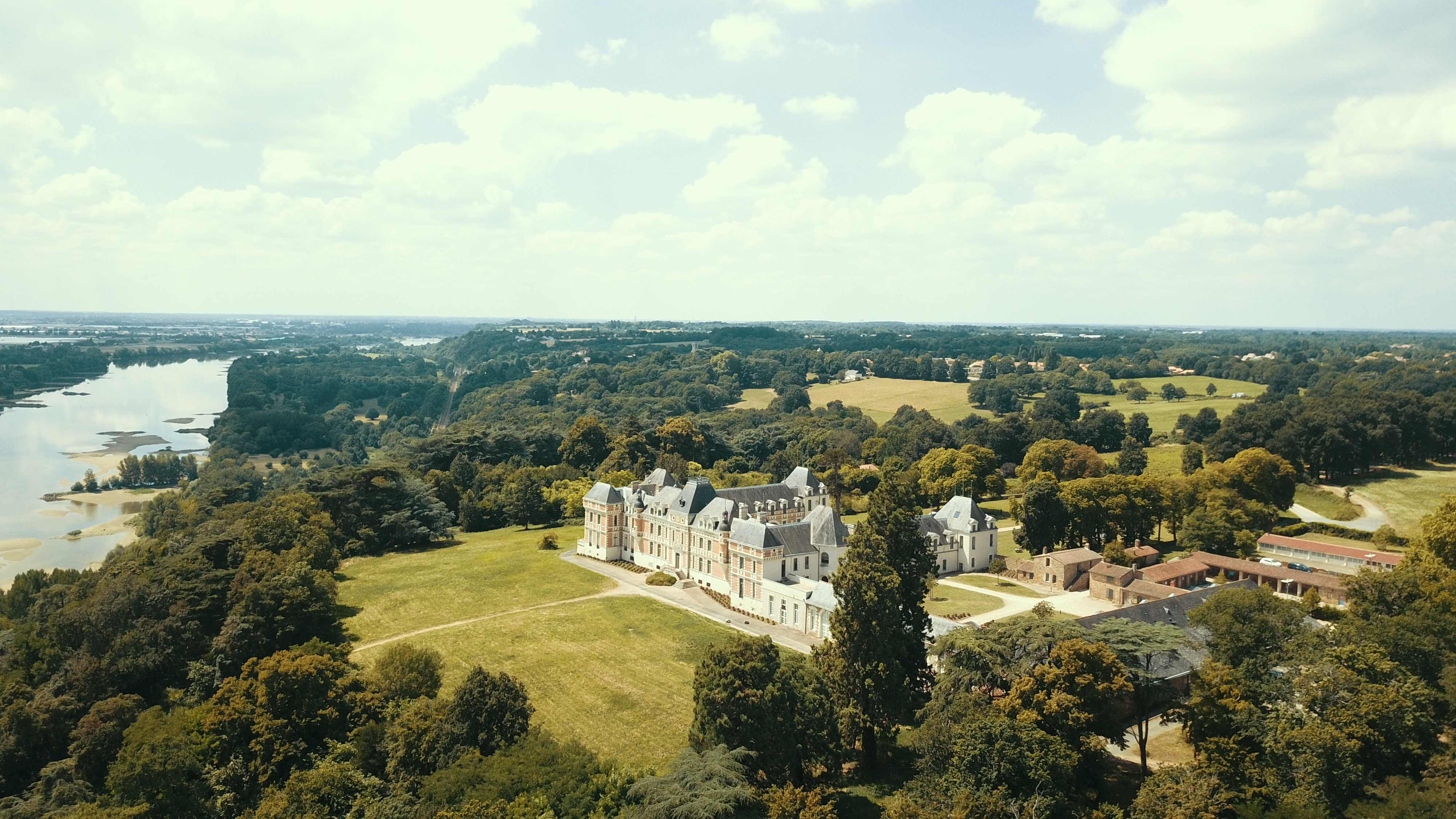
Das Château Clermont wurde bei einer Kerzenauktion an Louis de Funès versteigert

Bekannte Beispiele für Immobilienverkäufe durch Kerzenauktion in Frankreich, über die teilweise auch in deutschen Medien berichtet wurde, sind das von dem Schauspieler Louis de Funès  1967 erworbene Schloss Clermont an der Loire, wo er seine letzten Jahre verbrachte, oder das Appartement von Karl Lagerfeld in Paris, das im März 2024 für 5,3 Millionen Euro angeboten und für 10 Millionen verkauft wurde, sowie seine Villa in Louveciennes im Juli 2025, die hingegen nur das Mindestgebot von 4,7 Millionen Euro erzielte. Der Pariser Cirque d’hiver wechselte einst ebenfalls auf diese Weise den Besitzer.
Die Kerzenauktion wird auch in Georges Simenons Kriminalgeschichte Die Versteigerung (im Original: Vente à la bougie)  thematisiert, die 1950 in Frankreich und 1980 auf Deutsch in den Maigret-Geschichten veröffentlicht wurde. Sie erschien erneut 1994 beim Heyne-Verlag unter dem Titel Unter dem Hammer, obwohl bei einer Kerzenauktion gar kein Hammer benutzt wird.